# Едуард Райс
Едуард Райс (нім. Dr. Eduard Reiss; 1850, Галичина, Австрійська імперія — 27 квітня 1907, м. Відень, Австро-Угорська імперія) — юрист, громадський і політичний діяч, багатолітній віце-бургомістр і бургомістр міста Чернівці в 1905-1907 році

## Біографія
Доктор Едуард Райс був першим бургомістром Чернівців євреєм — якщо мати на увазі ту велику питому вагу єврейського населення міста в усі часи.
Він народився на Галичині в родині лікаря.
В шестирічному віці (1856) сім'я Райсів переїхала до Чернівців, де батько, Соломон Райс, впродовж багатьох років займався медичною практикою.
Едуард Райс закінчив у Чернівцях вищу державну гімназію, вступив у 1868 році до Віденського університету, де здобув вищу юридичну освіту (1872) .
У грудні 1871 року він отримав звання лейтенанта запасу 25-го піхотного полку.
Восени 1872 року повернувся до Чернівців для проходження правничої практики у крайовому суді.
Здобувши у 1880 році звання адвоката, успішно займався адвокатською діяльністю — впродовж 22 років перебував у складі комітету палати адвокатів Буковини, а в 1901 році призначений другим заступником президента цієї палати. В цьому ж році став членом крайової шкільної ради. Брав активну участь у громадському, політичному і культурно-просвітницькому житті краю.
16 січня 1894 року обраний першим віце-бургомістром міста Чернівці і переобирався на цю посаду сім разів поспіль.
13 квітня 1905 року, майже одностайно, був обраний на посаду бургомістра, 7 лютого 1907 року відбулося його переобрання.
27 квітня 1907 року, перебуваючи на лікуванні в санаторії, Едуард Райс раптово у військовому госпіталі Відня помирає від серцевого нападу.

## Пошанування
З великими почестями поховали Едуарда Райса на єврейському цвинтарі Чернівців.
На позачерговому засіданні Чернівецької муніципальної ради було вирішено внести прізвище доктора Едуарда Райса до Золотої книги Буковини й перейменувати одну з вулиць Чернівців на його честь.
На кошти єврейської громади Чернівців на могилі Райса встановили виготовлену у Відні каплицю (1908).
Вже в незалежній Україні (12 грудня 2005 року) за клопотанням єврейського благодійного фонду «Мір'ям» у Чернівцях провулок Український перейменовано на вулицю імені «одного з чернівецьких бургомістрів, талановитого адвоката, відомого діяча єврейської громади Буковини Едуарда Райса».

## Нагороди
- Удостоєний високого титулу цісарсько-королівського радника (1900);
- Нагороджений Австрійським орденом Франца Йосифа (Öesterreichischer Franz Joseph-Orden).